# Yu-Gi-Oh! World Championship 2007
Yu-Gi-Oh! World Championship 2007 is een computerspel voor de Nintendo DS, gebaseerd op de manga Yu-Gi-Oh! en de anime Yu-Gi-Oh! GX.

## Achtergrond
Het spel stelt gebruikers in staat om met een zelf samengesteld deck te duelleren tegen zowel computergestuurde tegenstanders als tegen medespelers. Het spel bevat ruwweg 1600 verschillende kaarten. Bij aanvang van het spel kan de speler een personage samenstellen. Het uiterlijk van dit personage is later in het spel nog aan te passen. Spelers krijgen ook een starter deck in het begin van het spel.
De in-spel duellisten hebben een level van 1 tot 6. Spelers moeten het volgende level van het spel ontsluiten door elke duellist 5x te verslaan, behalve voor levels 5 en 6. Deze laatste twee levels zijn alleen beschikbaar door specifieke opdrachten uit te voeren(lv 5: theme en limited duels beiden lv 3 en voor lv 6 duelisten limited en theme duels beiden lv 5).
Met het winnen van duels verdient de speler Duellist Punten. Hiermee kunnen nieuwe kaarten worden gekocht.
Spelers kunnen tevens aan speciale duels deelnemen. In "Limited Duel" moet een speler vchten met een deck dat aan bepaalde limieten voldoet, zoals alleen maar monsters met 4 sterren of minder. "Theme Duel" moet een speler een duel winnen en een bepaald doel vervullen zoals 10 monsters oproepen.